# Arteria mesenterica superior

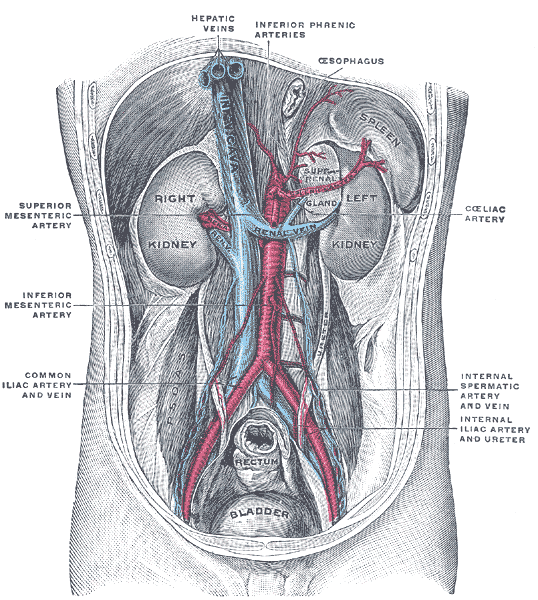
Az a. mesenterica superior eredése

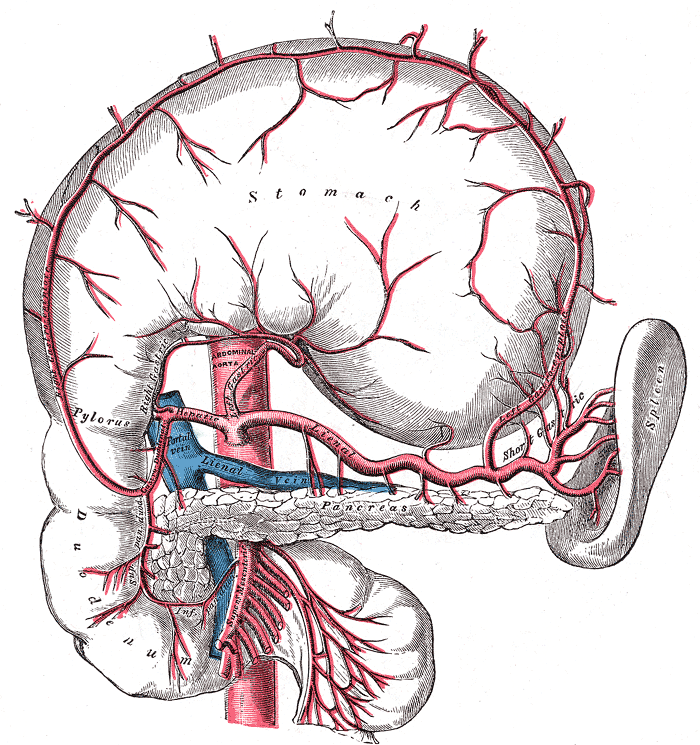
Az a. mesenterica superior rögzített szegmentuma

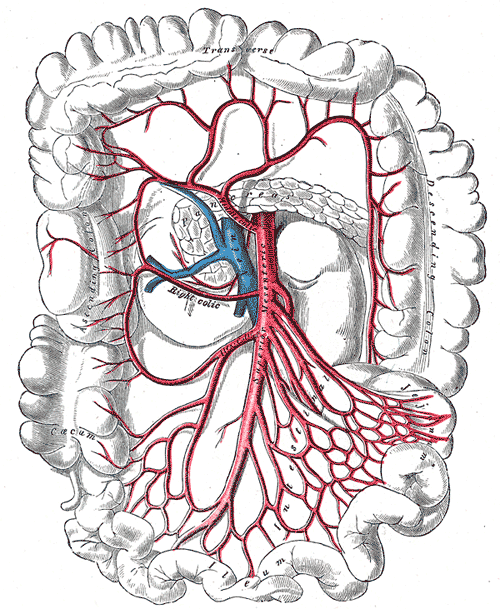
Az a. mesenterica superior mobilisa szegmentuma és ágai

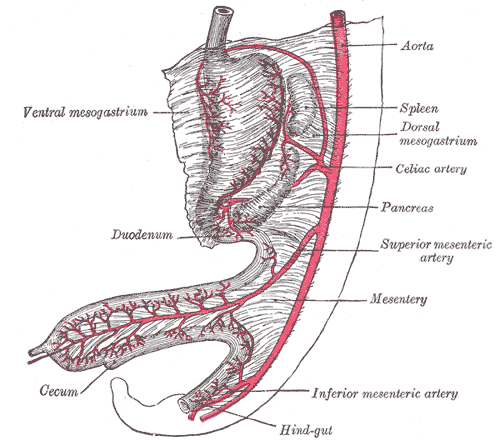
Az a. mesenterica superior fejlődése

Az arteria mesenterica superior az aorta hasi szakaszából eredő, páratlan ütőér, amely a hasnyálmirigy egy részét, a vékonybél Vater-papilla alatti szakaszát, valamint a vastagbelet a colon transversum kezdeti egy harmadát látja el vérrel.

## Méretek
Hossza: 20-25 cm.
Átmérő: 12 mm a kezdetén, 2 mm a végén.

## Ágai
- a. pancreaticoduodenalis inferior: a hasnyálmirigy fej és a patkóbél alsó részét látja el vérrel.
- a. colica media: colon transversum kezdeti szakasza.
- a. colica dextra: a colon ascendens felső része.
- a. ileocolica: terminalis csípőbél, vakbél, féregnyúlvány és colon ascendens alsó része.
- aa. jejunales: éhbél vérellátása.
- aa. ileales: csípőbél vérellátása.

### Anasztomózisok
- A truncus coeliacus törzzsel: az a. pancreaticoduodenalis ágrendszeren keresztül.
- Az a. mesenterica inferiorral az a. colica sinistrán keresztül az arcus Riolani kapcsolja össze.
- Az a. mesenterica superior saját ágai között is létrejön anasztomózis, az a. colica media, a. colica dextra és a. ileocolica között.

## Eredés, lefutás
Eredés: az aorta hasi szakaszának elülső felszínén, 1 cm-re a truncus coeliacus alatt. Ez megfelel az L1 (első lumbalis csigolya) magasságának.
Lefutás: lefelé, előre és enyhén jobbra halad. Az ileocaecalis átmenet előtt kb. 60 cm-re ér véget, itt lehet megtalálni néha a Meckel-diverticulumot.
Szakaszai:
I. Rögzített szegmentum
- Retropancreaticus: a hasnyálmirigy nyak mögötti rész.
- Prepancreaticus: a processus uncinatus előtti rész.
- Preduodenalis: a patkóbél alsó vízszintes szakasza előtt halad el. Itt adja le az a. pancreaticoduodenalis inferior és az a. hepatica dextrat

II. Mobilis szegmentum
- Mesenterialis: a mesenteriumban helyet foglaló szakasz, amely ezen a részen leadja az a. colica dextra és a vékonybél ereket.

## Anatómiai variációk
- Közös törzsből ered az a. ileocolica és az a. colica dextra.
- Hiányzó a. colica dextra.
- Két a. colica dextra.
- a. hepatica dextra: 20%-ban ered innen.

## Betegségek
- Akut mezenteriális iszkémia
- Krónikus mezenteriális iszkémia
- Arteria mesenterica superior syndroma
- Mesenterialis steal syndroma